# Trutören (vid Bergö, Malax)
Trutören är en ö i Finland.   Den ligger vid Bergö i Malax i den ekonomiska regionen  Vasa  och landskapet Österbotten, i den västra delen av landet, 400 km nordväst om huvudstaden Helsingfors. Arean är 4,7 kvadratkilometer.
Terrängen på Trutören är mycket platt. Den sträcker sig 3,8 kilometer i nord-sydlig riktning, och 2,8 kilometer i öst-västlig riktning.